# Dysdera lusitanica
Dysdera lusitanica là một loài nhện trong họ Dysderidae.
Loài này thuộc chi Dysdera. Dysdera lusitanica được Wladislaus Kulczynski miêu tả năm 1915.